# Rudy Sternberg, Baron Plurenden
Rudy Sternberg, Baron Plurenden (Geburtsname nach anderen Quellen: Rudy Steinberg; * 17. April 1917 in Thorn; † 5. Januar 1978 auf dem Flughafen Teneriffa Nord) war ein britischer Unternehmer, Viehzüchter und Landwirt, der in den 1960er und 1970er Jahren die Regierung der Labour Party unter dem langjährigen Premierminister Harold Wilson maßgeblich unterstützte und 1975 als Life Peer aufgrund des Life Peerages Act 1958 Mitglied des House of Lords wurde.

## Leben

### Herkunft, Unternehmer im Ostblock-Handel und Kritik
Sternberg wurde als Sohn eines aus Deutschland stammenden Getreidehändlers und Müllers im heutigen Polen geboren und absolvierte seine Schulausbildung an dem bis 1933 bestehenden Johannesgymnasium Breslau sowie anschließend eine Berufsausbildung in der Mantelfabrik Leopold Berman in Breslau. 1935 ging er nach Großbritannien, um ein Studium im Fach Chemieingenieurwesen an der Universität London zu beginnen. Während des Zweiten Weltkrieges leistete er freiwilligen Militärdienst in der British Army und erwarb nach Kriegsende 1945 die britische Staatsbürgerschaft durch Einbürgerung.
1947 gründete Sternberg in Stalybridge eine Fabrik zur Kunststoffherstellung, die er innerhalb von zehn Jahren als Sterling Group zum viertgrößten petrochemischen Unternehmensgruppe Europas in den Bereichen Kunststoff-, Papier- und Düngemittelproduktion ausbaute. Als Unternehmer spezialisierte er sich in der Folgezeit auf den Handel mit Osteuropa sowie insbesondere der Deutschen Demokratischen Republik. Zwischen 1951 und 1961 exportierten seine Unternehmen Waren im Werte von 30 Millionen Pfund Sterling in die Länder des Ostblocks; eine seiner elf Firmen führte jährlich für 3,5 Millionen Pfund Sterling Kalisalz aus der DDR ein.
Durch seine Beziehungen zum Generalsekretär der SED, Walter Ulbricht, präsentierten Anfang der 1960er Jahre vermehrt britische Unternehmen ihre Waren auf der Leipziger Messe. Gerüchten zufolge soll er insbesondere Anfang der 1960er Jahre einen engen Kontakt zur Sowjetunion und zur dortigen Führung der KPdSU um Nikita Sergejewitsch Chruschtschow gehabt haben, was später auch zu Vorwürfen führte, dass er Spion für die Sowjetunion sei.
Die enge Beziehung Sternbergs zum Ostblock, die auch die Vermittlung von Kontakten zu anderen britischen Politikern umfasste, stieß andererseits auf Kritik in der Presse. So schrieb etwa die Zeitschrift The Spectator:
„… es sei etwas unentschuldbar Widerliches an dem Anblick britischer Abgeordneter, die als Direktoren und Strohmänner … für die Sowjetzone Reklame machen.“
Die Wochenzeitung The Sunday Telegraph kritisierte:
„Die Tätigkeit gewisser Abgeordneter in Leipzig hat die britischen Aussteller besonders verärgert. Es war demütigend, wie britische Abgeordnete Kunden anlockten und die Ostdeutschen umschmeichelten. Ich kenne einen konkreten Fall – und sicher gibt es noch mehrere –, in dem eine britische Firma einem Abgeordneten ein halbes Prozent Provision anbot, falls er einen Auftrag hereinhole.“
Zum anderen spottete die Wochenzeitung The Observer:
„Wenn du vorankommen willst, werde Unterhausabgeordneter. Das ist die goldene Regel für den Erfolg im Ost-West-Handel.“
Diese Kritik bezog sich insbesondere auf einige Politiker der Conservative Party, und zwar das Oberhausmitglied Bob Boothby, Baron Boothby, sowie die beiden Mitglieder des House of Commons, Burnaby Drayson und Terence Clarke, die jeweils Direktoren in Unternehmen der Sternberg-Gruppe waren. Zum anderen war auch Malcolm Shepherd, 2. Baron Shepherd, der während der Regierungen Wilsons zwischen 1964 und 1967 Erster Parlamentarischer Geschäftsführer der Labour-Fraktion im Oberhaus (Chief Whip in the House of Lords) sowie von 1974 bis 1976 als Lordsiegelbewahrer (Lord Privy Seal) Führer des Oberhauses (Leader of the House of Lords) war, jahrelang Direktor und zuletzt aufgrund der angeschlagenen Gesundheit Sternbergs zwischen 1976 und 1986 stellvertretender Vorstandsvorsitzender der Sterling Group.

### Oberhausmitglied
Gleichzeitig war Sternberg, dem 1960 die Würde als Freeman of the City London verliehen wurde, als Landwirt und Viehzüchter tätig und wurde 1968 Vorsitzender sowie 1975 Präsident des Landwirtschaftsausfuhrrates (British Agricultural Export Council). In den 1960er und 1970er Jahren gehörte er zu den finanziellen Unterstützern der Labour Party unter deren Vorsitzenden Harold Wilson, der zwischen 1964 und 1970 sowie 1974 bis 1976 Premierminister war.
Sternberg, der 1970 zum Knight Bachelor geschlagen wurde und fortan den Namenszusatz „Sir“ trug, wurde auf Vorschlag von Harold Wilson durch ein Letters Patent vom 28. Januar 1975 als Life Peer mit dem Titel Baron Plurenden, of Plurenden Manor in the County of Kent, in den Adelsstand erhoben und gehörte bis zu seinem Tod dem House of Lords als Mitglied an. Anschließend lebte er überwiegend in der Schweiz und starb während eines Aufenthalts auf Teneriffa auf dem Flughafen Teneriffa Nord.
Des Weiteren war Sternberg Mitglied verschiedener Wirtschaftsverbände (Livery Company), und zwar seit 1960 der Worshipful Company of Horners (Zunft der Hornverarbeiter) sowie seit 1963 der Worshipful Company of Farmers (Zunft der Landwirte).